# 海浜ニュータウン

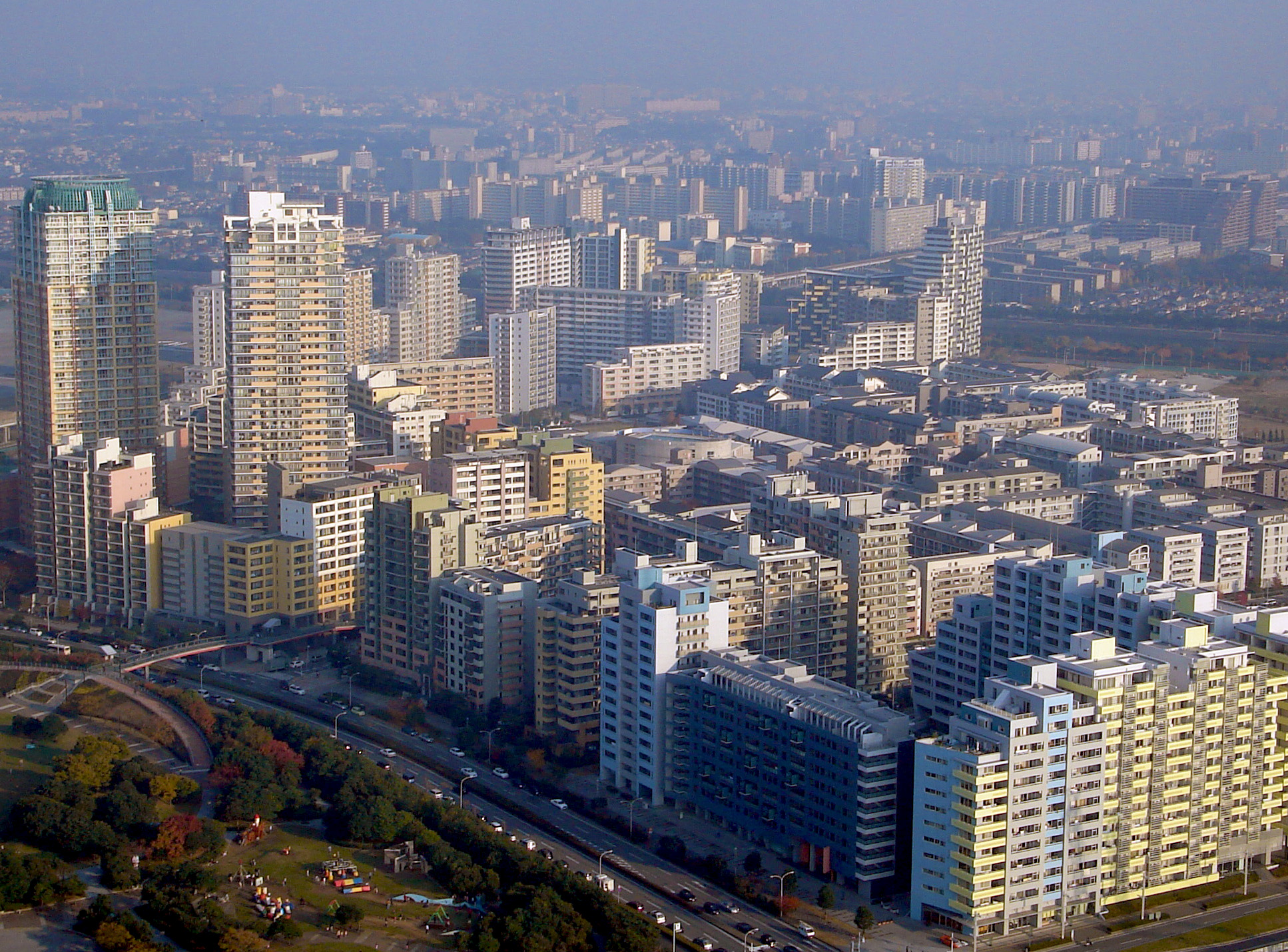
海浜ニュータウン（幕張ベイタウン）

海浜ニュータウン（かいひんニュータウン）は、千葉県千葉市北部の東京湾岸に、埋立によって造成されたニュータウンである。全域が千葉市美浜区に属する。事業主体は千葉県、千葉市、住宅・都市整備公団（現：都市再生機構）、千葉県住宅供給公社などで、1968年（昭和43年）に事業が開始され、1973年（昭和48年）に高洲・真砂地区から入居開始した。

## 沿革
- 1966年（昭和42年）2月 - 千葉県第2次5ヵ年計画において、千葉海浜ニュータウン構想を立案。
- 1968年（昭和44年）3月 - 稲毛海浜ニュータウン土地利用構想策定。
- 1968年（昭和44年）8月 - 稲毛海浜ニュータウン埋立事業着工。
- 1969年（昭和45年）5月 - 稲毛海浜ニュータウン基本設計作成。
- 1975年（昭和50年）11月 - 地区センター実施計画策定。
- 1976年（昭和51年）4月 - 人工海浜「いなげの浜」オープン。
- 1976年（昭和51年）11月 - 稲毛陸橋工事着工。
- 1979年（昭和54年）4月 - 稲毛陸橋開通。

## 計画概要
| 地区       | 造成主体 | 計画戸数 | 計画人口 |
| ---------- | -------- | -------- | -------- |
| 稲毛地区   | 千葉市   | 17,400   | 64,000   |
| 検見川地区 | 千葉県   | 13,600   | 50,000   |
| 幕張A地区  | 千葉県   | 2,000    | 8,000    |
| 幕張B地区  | 千葉県   | 10,000   | 35,000   |

## ニュータウンを構成する町
ニュータウンは、稲毛、検見川、幕張の3地区より構成され、住宅地域としては以下のような町がある。

### 高洲

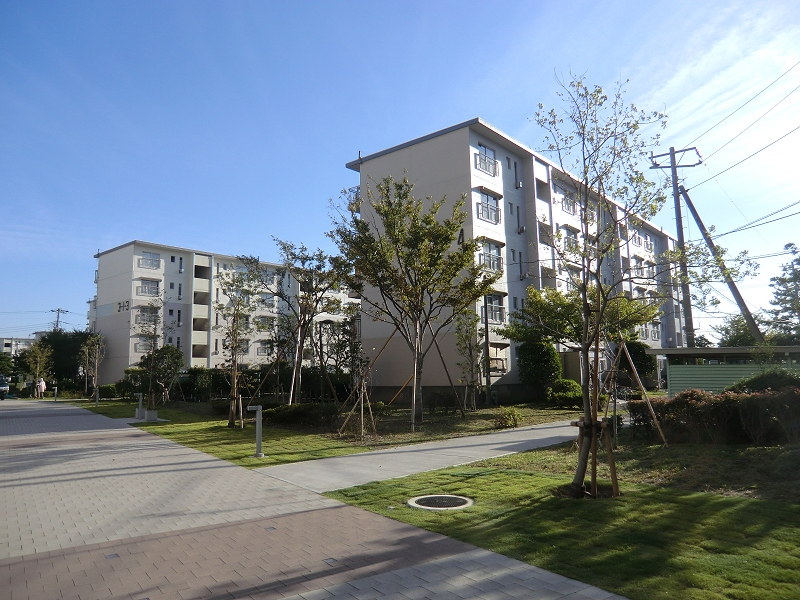
高洲第一団地

高洲は、海浜ニュータウンで最も早く入居の始まった稲毛側・陸地寄りの地区である。住宅は、初期に建設された高洲第一団地、第二団地のほか、稲毛海岸駅周辺に新しい高層マンションがある。高洲第一団地の北側に隣接する京葉線沿いの住宅はパイロット・ハウスといい、これは当時の建設省などを主体として行われた将来住宅コンクールに出展されたものである。
1980年代から、中央部の高洲三丁目にコミュニティセンターの建設が進み、大型商業施設・忠実屋新稲毛店（現・イオンマリンピア専門店館）、扇屋ジャスコマリンピア店（現・イオンマリンピア店）の開業を経て、その後京葉線の開通により稲毛海岸駅が設置された。現在まで、ニュータウンの中心地として発展を遂げている。

### 高浜
高浜は、稲毛側・海寄りの地区である。当初はほぼ全域が住宅用地となる予定であったが、計画が変更になり、南部には中央卸売市場が建設された。また、海沿いの7丁目には稲毛海浜公園が広がっている。
初期に建設された団地のほか、海浜公園通り沿いには新しい中高層マンションが並んでいる。これらは1990年代以降、千葉海浜交通のバス車庫や野球場の跡地を利用して建設されたものである。
住宅地の地価は、2014年（平成26年）1月1日に公表された公示地価によれば、高浜5-4-14の地点で17万4000円/m2となっている。美浜区内で最も地価が高い。

### 真砂

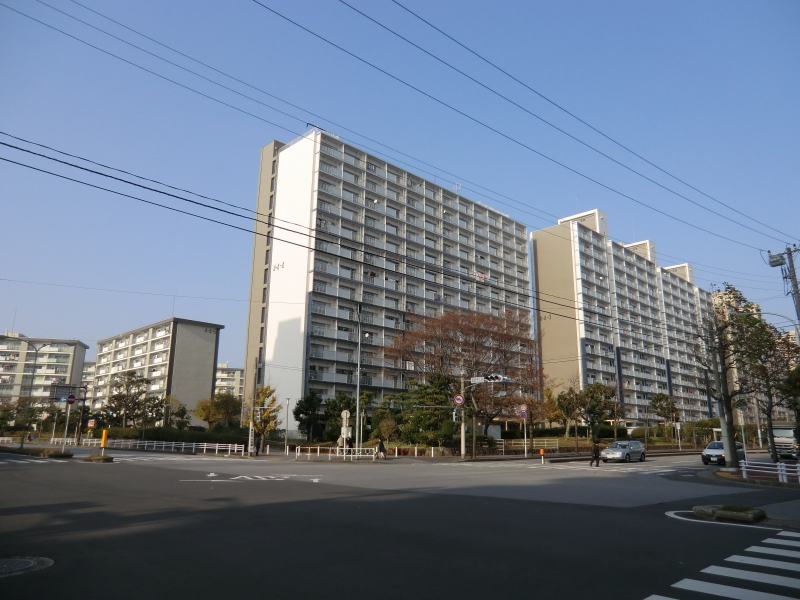
真砂第一団地

真砂は、検見川側・陸地寄りの地区であり、高洲に次いで早くから入居の進んでいたところである。美浜区の行政の中心であり、美浜区役所のほか、郵便局、消防署、警察署などの公共施設が集中している。また、高洲寄りの一丁目に東京歯科大学、同付属千葉病院がある。
検見川寄り地区の道路は、曲線を多く用いることをコンセプトとしており、京葉線沿いを走る街路も検見川浜駅付近で大きくカーブを描いている。

### 磯辺
磯辺は、検見川側・海寄りの地区である。この地区は、定住性の高い住宅地の造成を目的に開発されたため、住宅の多くが一戸建てであり、海浜ニュータウンの中で独特の景観を呈している。道がきちんと区画されている。
海側には千葉市立海浜病院、千葉県救急医療センターと磯辺・千葉西の2つの高校がある。また、海沿いは人工海浜・検見川の浜として整備されているほか、草野水路の河口付近に稲毛ヨットハーバーがある。

### 幕張西
幕張西は、海浜ニュータウンの西端、習志野市との境界に位置する。水路をはさんで北側は幕張B地区として計画されたところで、当初は幕張町一丁目に属し、その後の住居表示実施により幕張西一～四丁目となった。南側は幕張C地区として造成された後発の地区である。

### 打瀬（うたせ）

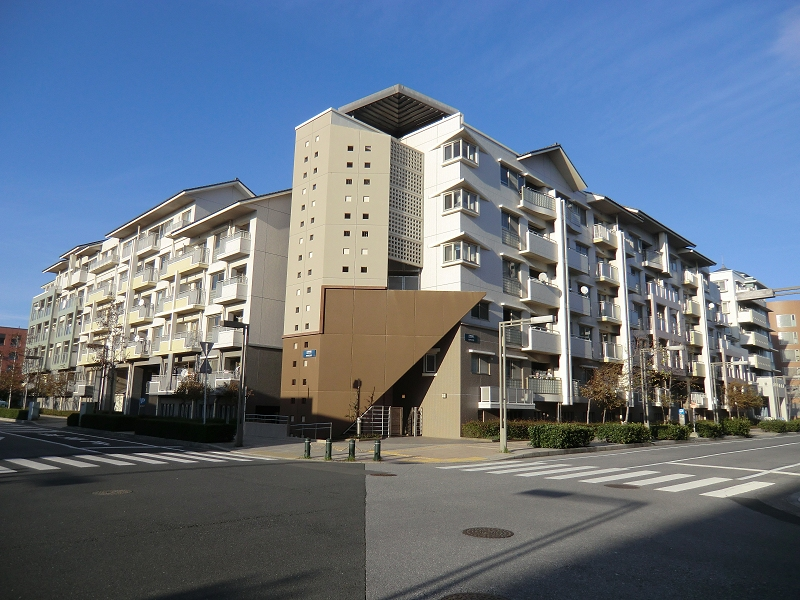
幕張ベイタウン

打瀬は、幕張A地区として計画された地域の一部で、「幕張ベイタウン」として西欧風の洗練された街並みが形成されている。ニュータウン内では最も新しい住宅地で、1995年（平成7年）の入居開始である。
幕張A地区は、当初全域が住宅を中心に造成される予定であったが、のちに幕張新都心として整備されることとなり、南東部の打瀬地区のみを住宅地区とするよう変更された。
その後、2008年（平成20年）になって隣接する若葉地区の一部が住宅用地に計画変更され、「幕張ベイパーク」として超高層マンションなどの建設が進められている。

## 教育機関

### 高等学校
- 千葉県立千葉西高等学校
- 千葉県立磯辺高等学校
- 千葉県立検見川高等学校
- 千葉市立稲毛高等学校
- 千葉県立幕張総合高等学校

### 中学校
- 千葉市立稲毛高等学校附属中学校
- 千葉市立高浜中学校
- 千葉市立高洲中学校
- 千葉市立真砂中学校
- 千葉市立磯辺第一中学校

### 小学校
- 千葉市立高浜第一小学校
- 千葉市立高浜海浜小学校
- 千葉市立高洲小学校
- 千葉市立高洲第三小学校
- 千葉市立高洲第四小学校
- 千葉市立真砂西小学校
- 千葉市立真砂東小学校
- 千葉市立真砂第五小学校
- 千葉市立磯辺小学校
- 千葉市立磯辺第三小学校

## 交通

### 鉄道
- JR京葉線
  - 稲毛海岸駅
  - 検見川浜駅

地域内をJR京葉線が通過する。ニュータウン内は当初から鉄道駅の存在を前提に計画されていたが、京葉線の開通が遅れたため、下記のように国鉄（現・JR）幕張駅への路線バスを利用するか、あるいは徒歩で京成稲毛駅や国鉄（現・JR）稲毛駅などを利用していた。

### バス

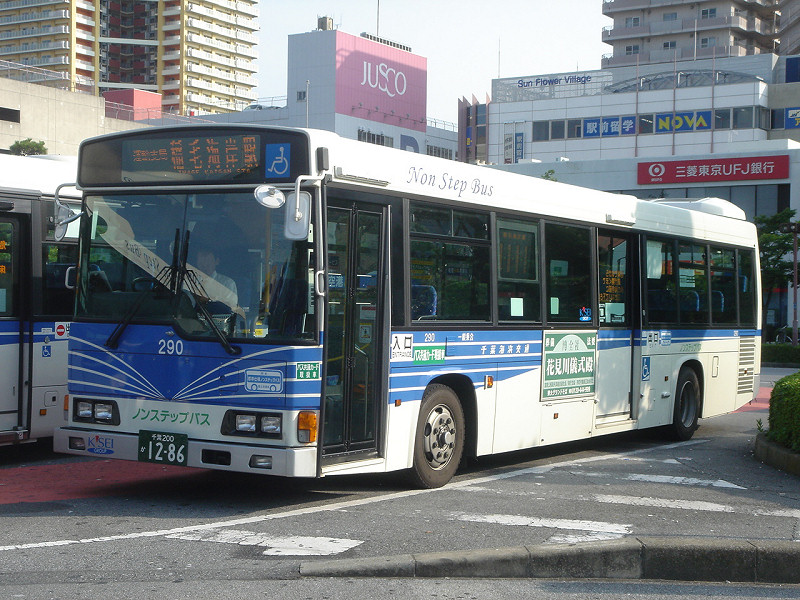
千葉海浜交通バス

ニュータウンのうち、稲毛・検見川地区のバス輸送は、主に千葉海浜交通が行っている。入居開始当初は稲毛駅へのアクセス道路が整備されておらず、バスの一部は幕張駅入口（幕張五丁目交差点付近）を起点に運行していた。当初は千葉海浜交通同社が独占的に路線を有していたが、のちに同じ京成グループまたは関連会社である京成バス、ちばシティバス、小湊鉄道もわずかながら乗り入れるようになった。
幕張地区は、京成バスが主体となり路線を展開している。幕張西には当初、津田沼駅に接続するバス路線が通っていたが、ニュータウン内に幕張本郷駅と海浜幕張駅が開業した後はこの両駅に接続する路線が強化されていった。
京成グループとともに、幕張ベイタウンのバス路線を担当する平和交通は、開通当初は周辺に営業基盤を有しないバス事業者の新規参入として注目を集めた。また、2005年2月より平和交通グループの団地交通（現：あすか交通）がマリンピア（稲毛海岸駅）を拠点とする旅客輸送を開始し、一部に千葉海浜交通との競合が発生している。